# 高楼方子
高楼 方子（たかどの ほうこ、1955年 - ）は、日本の作家。主に絵本、児童書の執筆を手がけている。

## 略歴
北海道函館市出身、札幌市在住。東京女子大学文理学部日本文学科卒。

## 受賞
- 1996年：『いたずらおばあさん』『へんてこもりにいこうよ』-　路傍の石幼少年文学賞
- 2000年：『十一月の扉』-　産経児童出版文化賞フジテレビ賞
- 2006年：『わたしたちの帽子』-　赤い鳥文学賞、小学館児童出版文化賞
- 2006年：『おともださにナリマ小』-　産経児童出版文化賞
- 2007年：『おともださにナリマ小』-　JBBY賞
- 2021年：『わたし、パリにいったの』 - 野間児童文芸賞

## 著作
- 『ココの詩』（千葉史子絵、リブリオ出版） 1987
- 『みどりいろのたね』（太田大八絵、福音館書店） 1988
- 『ゆきだるまのるんとぷん』（クロスロード） 1990
- 『ゆうびんやさんとドロップりゅう』（佐々木マキ絵、クロスロード） 1991
- 「まあちゃん」シリーズ（福音館書店）
  1. 『まあちゃんのながいかみ』 1989 など
  2. 『まあちゃんのまほう』 2003
- 『時計坂の家』（千葉史子絵、リブリオ出版） 1992
- 『町のゆきだるまのはなし』（本庄ひさ子絵、佼成出版社） 1992
- 『すてきなルーちゃん』（偕成社） 1993
- 『いたずらおばあさん』（千葉史子絵、フレーベル館） 1995
- 『キロコちゃんとみどりのくつ』（あかね書房） 1996
- 『ネズンタはかせの発見』（高畠純絵、教育画劇） 1996
- 「このまえのにちようび」シリーズ（アリス館）
  1. 『ターちゃんとルルちゃんのはなし』 1996
  2. 『モイくんとカボーくんのはなし』 1996
  3. 『トコちゃんとタムくんのはなし』 1997
- 『夜にくちぶえふいたなら』（長野ヒデ子絵、旺文社） 1998
- 『ねこが見た話』（瓜南直子絵、福音館書店） 1998
- 『ケチルさんのぼうけん』（フレーベル館） 1998
- 『ものしりプクイチ』（梶山俊夫絵、教育画劇） 1999
- 『十一月の扉』（リブリオ出版） 1999、のち新潮文庫、講談社青い鳥文庫
- 『おそうじむすめリリーのクリスマス』（佼成出版社） 1999
- 「のはらクラブ」シリーズ（理論社）
  1. 『のはらクラブのこどもたち』 2000
  2. 『のはらクラブのちいさなおつかい』 2001
  3. 『みどりの森のなかまたち』 2022
- 『ソラマメばあさんをおいかけろ』（文化出版局） 2000
- 『紳士とオバケ氏』（飯野和好絵、フレーベル館） 2001
- 『あおくまちゃんとあかくまちゃん』（偕成社） 2001
- 「いたずら人形チョロップ」シリーズ（ポプラ社）
  1. 『いたずら人形チョロップ』 2002、 のちポケット文庫
  2. 『いたずら人形チョロップと名犬シロ』 2012
- 『ふるいコートのひみつ』（フレーベル館） 2002
- 『ぼんぞうののぞきだま』（佐野洋子絵、ポプラ社） 2002
- 『ルチアさん』（出久根育絵、フレーベル館） 2003
- 『ポップコーンの魔法』（あかね書房） 2003
- 『もりのがっしょうだん』（飯野和好絵、教育画劇） 2003
- 『へろりのだいふく』（佼成出版社） 2003
- 『がんばりこぶたのブン』（あかね書房） 2003
- 『記憶の小瓶』（クレヨンハウス） 2004 - エッセイ
- 『もみちゃんともみの木』（あかね書房） 2004
- 『白いのはらのこどもたち』（理論社） 2004
- 『ぽんこちゃんのどろろんぱ』（あかね書房） 2005
- 『おともださにナリマ小』（フレーベル館） 2005
- 『わたしたちの帽子』（フレーベル館） 2005
- 『緑の模様画』（福音館書店） 2007
- 『お皿のボタン』（偕成社） 2007
- 『とおいまちのこ』（のら書店） 2007
- 「ゆかいなさんにんきょうだい」シリーズ（アリス館） 
  1. 『きえたおかしのまき』 2008
  2. 『なきむしぞうきんのまき』 2008
  3. 『すごいはたきのまき』 2009
- 『トランプおじさんとペロンジのなぞ』（偕成社） 2008
- 「ピピンとトムトム物語」シリーズ（さとうあや絵、理論社）
  1. 『ピピンとトムトム 怪盗ダンダンの秘密』 2009
  2. 『ドレミファ荘のジジルさん ピピンとトムトム物語』 2011
  3. 『ペルペルの魔法 ピピンとトムトム物語』 2015
- 『こぶとりたろう』（童心社） 2009
- 『トランプおじさんと家出してきたコブタ』（にしむらあつこ絵、偕成社） 2013
- 『ルゥルゥおはなしして』（岩波書店） 2014
- 『おーばあちゃんはきらきら』（こみねゆら絵、福音館書店） 2015
- 「くだものっこ」シリーズ（つちだのぶこ絵、フレーベル館）
  1. 『ぜったいくだものっこ』 2015
  2. 『くだものっこの花』 2018
- 『ニレの木広場のモモモ館』（千葉史子絵、ポプラ社） 2015
- 『リリコは眠れない』（松岡潤絵、あかね書房） 2015
- 『ポンちゃんはお金もち』（こぐま社） 2016
- 『老嬢物語』（偕成社） 2016
- 『まあちゃんのすてきなエプロン』 (福音館書店、こどものとも絵本） 2016
- 『時計坂の家』（千葉史子絵、福音館書店） 2016
- 『十一月の扉』（福音館書店） 2016
- 『ココの詩』（千葉史子絵、福音館書店） 2016
- 『つきよの3びき』（岡本順絵、童心社） 2016
- 『街角には物語が……』（出久根育絵、偕成社） 2017
- 「ちゃめひめさま」シリーズ（佐竹美保絵、あかね書房）
  1. 『ちゃめひめさまとペピーノおうじ』 2017
  2. 『ちゃめひめさまとあやしいたから』 2018
  3. 『ちゃめひめさまとおしろのおばけ』 2019
- 『グドーさんのおさんぽびより』（佐々木マキ絵、福音館書店） 2018
- 『4ミリ同盟』（大野八生画、福音館書店） 2018
- 『ゆゆのつづき』（理論社） 2019
- 『わたし、パリにいったの』（のら書店） 2021
- 『トムと3時の小人』（平澤朋子絵、ポプラ社） 2021
- 『黄色い夏の日』（木村彩子画、福音館書店） 2021

### 「へんてこもりのはなし」シリーズ
1. 『へんてこもりにいこうよ』（偕成社） 1995
2. 『へんてこもりのコドロボー』（偕成社） 1997
3. 『へんてこもりのなまえもん』（偕成社） 1999
4. 『へんてこもりのきまぐれろ』（偕成社） 2003
5. 『へんてこもりのまるぼつぼ』（偕成社） 2011
6. 『へんてこもりのころがりざか』（偕成社） 2024

### 「つんつくせんせい」シリーズ
1. 『つんつくせんせいどうぶつえんにいく』（フレーベル館） 1998
2. 『つんつくせんせいとふしぎなりんご』（フレーベル館） 2002
3. 『つんつくせんせいとつんくまえんのくま』（フレーベル館） 2002
4. 『つんつくせんせいととんがりぼうし』（フレーベル館） 2002
5. 『つんつくせんせいかめにのる』（フレーベル館） 2005
6. 『つんつくせんせいとくまのゆめ』（フレーベル館） 2007
7. 『つんつくせんせいといたずらぶんぶん』（フレーベル館） 2011
8. 『つんつくせんせいとまほうのじゅうたん』（フレーベル館） 2013
9. 『つんつくせんせいとかさじぞう』（フレーベル館） 2015

## 翻訳
- 『小公女』（フランシス・ホジソン・バーネット、福音館書店） 2011
- 『十五少年漂流記』（ジュール・ヴェルヌ、佐竹美保絵、ポプラ社） 2016